# Park im. Tadeusza Kościuszki w Zawierciu
Park im. Tadeusza Kościuszki w Zawierciu – jeden z trzech parków znajdujących się w Zawierciu. Jego powierzchnia wynosi 4,66 ha.

## Historia
Park powstał w latach 30. XX wieku; znajdował się tam wówczas staw i Grób Nieznanego Żołnierza. Podczas wojny Niemcy wskutek zakazu wstępu Polaków do parku Mickiewicza wydzielili im skwer na terenie parku Kościuszki. Po zakończeniu wojny w parku postawiono obelisk poświęcony żołnierzom radzieckim, zlikwidowany po transformacji systemowej. W połowie lat 80. w parku postawiono kopię kaplicy Matki Boskiej Prządki, która od 1894 roku znajdowała się przy ulicy Piłsudskiego, a później została rozebrana.

## Przyroda
W parku przeważają drzewa liściaste. Znajdują się tutaj następujące gatunki drzew i krzewów: żywotnik zachodni, modrzew europejski, cis pospolity, lipa szerokolistna, lipa drobnolistna, klon zwyczajny, klon jawor, klon jesionolistny, jesion wyniosły, robinia akacjowa, wiąz szypułkowy, olsza czarna, wierzba płacząca, topola osika, buk zwyczajny, śnieguliczka biała, forsycja pośrednia, jaśminowiec wonny, ligustr pospolity. Pojawiają się tu grzyby: pieczarki miejskie i maślaki żółte.